# Куленсия
Куленсия (араб. قلنسية‎) — город на йеменском острове Сокотра. Расположен в округе Куленсия-Ва-Абд-Аль-Кури, численность населения составляет примерно 4000 человек.

## История
В окрестностях Куленсии находится несколько петроглифов, созданных в неопределенное время. Один из них, называемый Симар-Кар, находится в 16 км к западу от города, состоит из того, что, по-видимому, является алтарным камнем и двумя каменными чашами с буквами, начертанными по бокам. Другой участок, известный как Хайда, был обнаружен в 1900 году к северу от города около гор, там были найдены надписи, которые, как полагают, были либо поздним химьяритским, либо древнеэфиопским письмом.
До договора о защите 1876 года с Британской империей остров Сокотра управлялся султанатом Махра. Сокотра использовалась султаном в качестве налоговой базы, он ежегодно отправлял родственника для сбора налогов в виде топлёного масла. Эти налоги в основном собирались с деревень Хадибу, Кадуб и Куленсия. В этот период Куленсия была одной из пяти крупнейших деревень на острове, хотя в этих пяти городских агломерациях в общей сложности проживало всего 1880 человек.
В 2003 году поступило предложение от управления общественных работ Йемена о строительстве дороги, соединяющей Куленсию со столицей острова Хадибу, хотя это новое строительство нарушило бы йеменский закон об охране природы, действующий для защиты близлежащего природного заповедника Детва, через который должна была пройти дорога. После вмешательства президента Йемена дорога была проложена в обход заповедника, рядом с уже существующей дорогой. Более поздние планы также предусматривали строительство дороги, соединяющей Куленсию с изолированной рыбацкой деревней Ниит на юго-западе, где непостоянно проживает около 300 рыбаков, которые проводят большую часть года в самой Куленсии.
В декабре 2004 года остров Сокотра пострадал от цунами в Индийском океане 2004 года, вызванного землетрясением у берегов Суматры. Уровень волны в Куленсии был примерно на 2 метра выше обычного, в результате чего погиб один человек.

## Демография
Население Куленсии составляет около 4000 человек, уступает по численности только административному центру Хадибу. Вместе эти два городских поселения составляют почти треть от общей численности населения Сокотры в 44 000 человек. Это одни из немногих поселений на острове, которые были заселены мигрантами из материкового Йемена, и представляют собой растущую тенденцию к урбанизации в северных прибрежных районах Сокотры.

## География
Куленсия находится в северо-западной части Сокотры, рядом с центральным горным хребтом Хаджир, который возвышается над городом. Куленсия расположена на относительно плодородной равнине по сравнению с остальной частью острова.